# Женщина

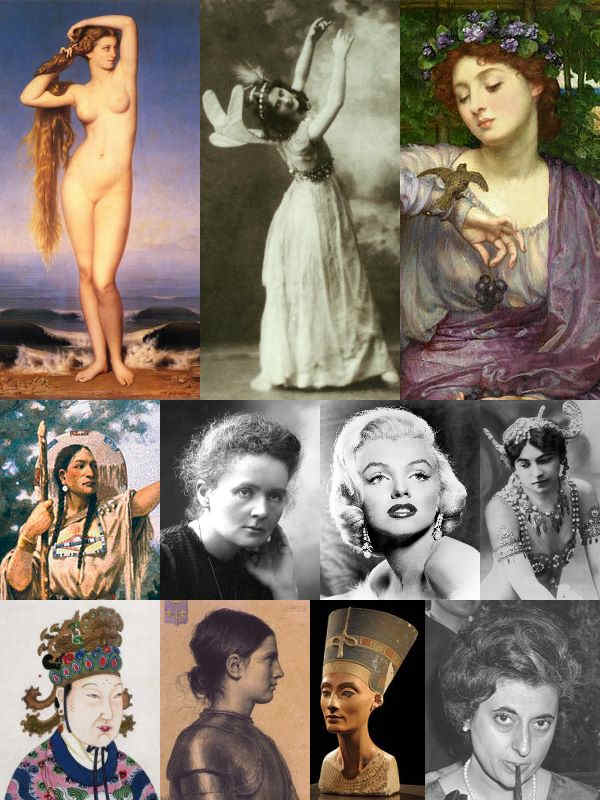
Сверху, слева направо: Рождение Венеры, Айседора Дункан, Лесбия; Сакагавея, Мария Кюри, Мэрилин Монро, Мата Хари; У Цзэтянь, Жанна д’Арк, Нефертити, Индира Ганди

Же́нщина — человек женского пола. Слово «женщина» обычно обозначает взрослого человека, а для обозначения ребёнка или подростка используются слова «девочка» и «девушка» соответственно. В некоторых случаях слово «женщина» используется вне зависимости от возраста, например в выражении «права женщин». Слово «женщина» также может обозначать гендерную идентичность, а не пол человека. Обычно женщина в период с полового созревания до менопаузы может рожать детей и кормить их грудью, хотя некоторые женщины — бесплодные, трансгендерные и интерсекс-женщины — этого не могут.
Научная дисциплина, занимающаяся изучением статуса и положения женщин на мировом уровне, в конкретном обществе или культуре в определённый исторический период, называется женскими исследованиями.

## Лексика

### Происхождение слова
Слово «женщина» образовано от корня «жен-» добавлением суффикса «-щин». Ранее в древнерусском и русском языке в значении «женщина» также использовалось слово «жена». Аналоги слова «жена», также со значениями «жена» и «женщина», встречаются во многих славянских языках. Сам корень «жен-» имеет индоевропейское происхождение.
Слово «женщина» было отмечено Александром Востоковым в Хронографе XVI века: «оже азъ есмь женщина а вы храбрища войская». Александр Потебня приводил слова «женщина» и «мужчина» (на среднепольском «zenszczyzna» и «meszczyzna») для иллюстрации перехода значений от отвлечённости к собирательности и затем к единичности. Соответствующие польские слова в XVI-XVII веках ещё сохраняли собирательное значение — «Женьщина» и польск. «-yzna», — свойство одной женской особи, причём «женьска» — существительное, как в сибирском говоре «женьски идут», как в сербском, чешском «ženská».

### Различные слова для обозначения женщин
Слово «девочка» используется для обозначения ребёнка, как правило до начала полового созревания. Слово «девушка» обозначает молодую женщину или женщину, не вступившую в брак. В разных контекстах женщину могут называть по-разному. Например, в разговорной речи слова «девочка» и «девушка» также употребляются как ласково-фамильярные обращения к женщине вне зависимости от возраста. О различных наименованиях женщин в родственных связях см. статью Родство. В ряде случаев под девушкой или девочкой подразумевают человека, не имевшего половых контактов.

### Обращение к женщине
Во многих культурах мира, где гендер является значимой социальной категорией, приняты формы обращения к женщине, различающиеся в разговорной и деловой речи и при письменном обращении. Наряду с обращениями, указывающими на гендер адресата, существуют и гендерно-нейтральные обращения — например, «товарищ».
Исторически во многих культурах социально значимым был брачный статус женщины, поэтому существовали отдельные формы обращения к замужней и незамужней женщине — например, «барышня» и «барыня» или «госпожа» в русском языке, «мисс» и «мадам» или «миссис» в английском, «синьорина» и «синьора» в итальянском и пр. Сегодня многие женщины считают отсылку к своему брачному статусу в обращении оскорбительной. С точки зрения гендерной лингвистики, такая отсылка представляет собой проявление сексизма в языке, поскольку подразумевает зависимость женщины от мужчины и определение социального положения женщины через её отношения с мужчиной. Сегодня в некоторых языках, где ранее использовались особые формы обращения к незамужним женщинам, такие формы выходят из употребления. Например, в Германии обращение «фройляйн» считается невежливым и не используется в официальных документах начиная с 1970-х годов, а во Франции и Бельгии в административных документах больше не используется обращение «мадемуазель». В английском языке с 1970-х годов наряду с обращениями «мисс» и «миссис» используется «миз» (на письме — Ms.), а в последнее время получает распространение также гендерно-нейтральное обращение «микс» или «макс» (на письме — Mx.).

## Здоровье

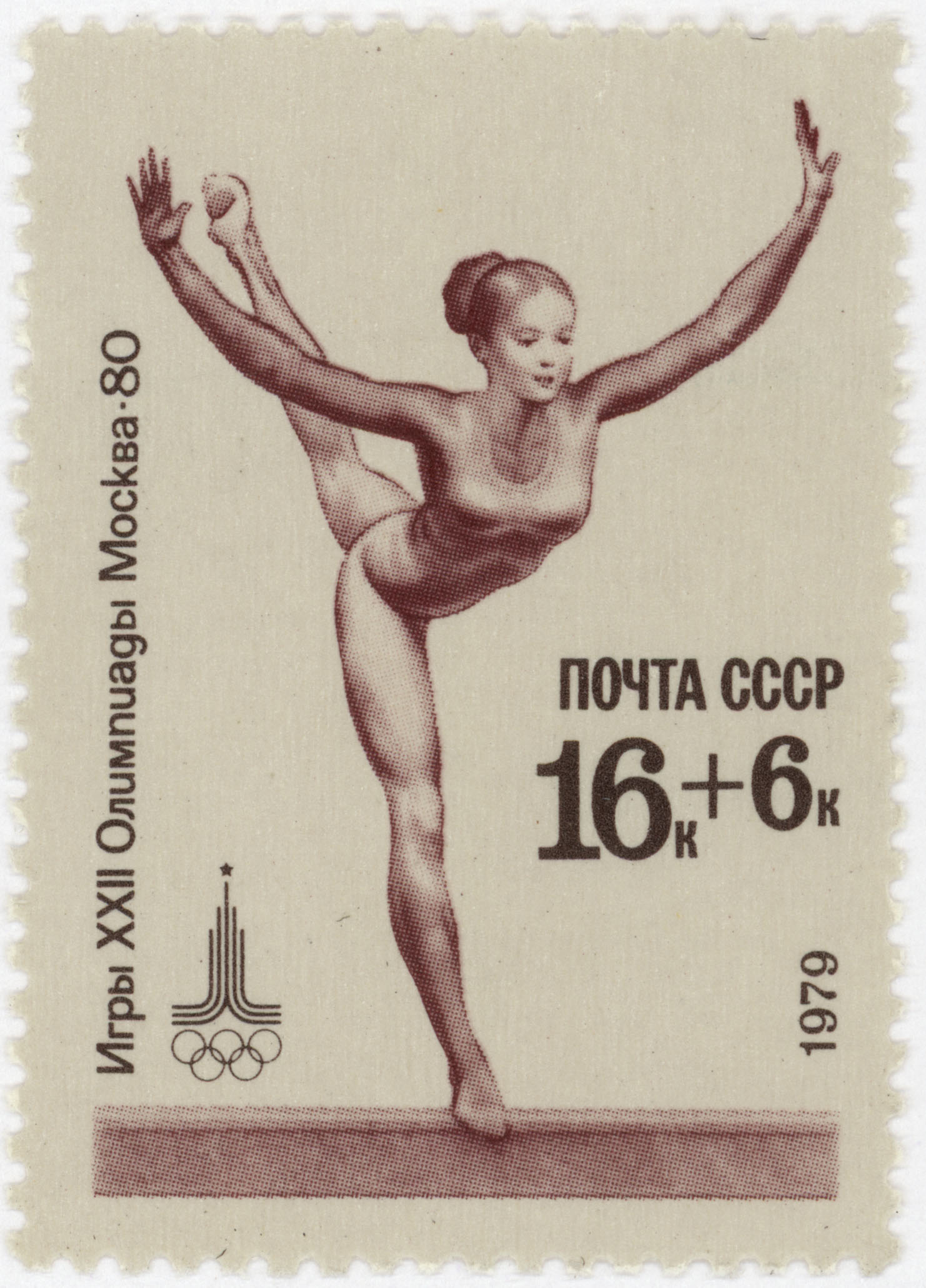
Почтовая марка СССР, 1979. Почтово-благотворительный выпуск «Игры XXII Олимпиады. Москва-80»: Спортивная гимнастика. Упражнения на бревне, художник Николай Литвинов

Неравенство между мужчинами и женщинами приводят к систематическому обесцениванию и пренебрежительному отношению к здоровью женщин.
Факторы, специфически влияющие на здоровье женщин по сравнению с мужчинами, наиболее очевидны в тех, которые связаны с репродукцией, однако половые различия выявлены от молекулярной до поведенческой шкалы. Некоторые из этих различий неуловимы и их трудно объяснить, отчасти из-за того, что трудно отделить воздействие на здоровье присущих биологических факторов от воздействия окружающей среды, в которой они существуют. Считается, что половые хромосомы и гормоны, а также половой образ жизни, обмен веществ, функция иммунной системы и чувствительность к факторам окружающей среды способствуют половым различиям в здоровье на уровнях физиологии, восприятия и познания. Женщины могут иметь разные реакции на лекарства и пороговые значения диагностических параметров.
Некоторые заболевания в первую очередь поражают женщин или встречаются исключительно у женщин, например, волчанка, рак молочной железы, рак шейки матки или рак яичников. Медицинская практика, занимающаяся женской репродукцией и репродуктивными органами, называется гинекологией («наука о женщинах»).

### Материнская смертность
Материнская смертность определяется Всемирной организацией здравоохранения (ВОЗ) как «смерть женщины во время беременности или в течение 42 дней после прерывания беременности, независимо от продолжительности и места беременности, от любой причины, связанной с беременностью или отягощённой ею или её ведением но не по случайным или случайным причинам». В 2008 году, отметив, что каждый год более 500 000 женщин умирают от осложнений беременности и родов и по меньшей мере 7 миллионов испытывают серьёзные проблемы со здоровьем, а ещё 50 миллионов имеют неблагоприятные последствия для здоровья после родов, ВОЗ призвала к обучению акушерок для укрепления служб охраны здоровья матерей и новорождённых. Для поддержки повышения квалификации акушерок ВОЗ учредила программу обучения акушерок «Действия за безопасное материнство».
В 1990 году США заняли 12-е место среди 14 развитых стран, которые были проанализированы, и с тех пор уровень смертности в каждой стране неуклонно улучшался, в то время как уровень смертности в США резко возрос. В то время в других проанализированных в 1990 году странах уровень смертности в 2017 году составлял менее 10 смертей на каждые 100 000 живорождений, в США этот показатель вырос до 26,4. Более того, на каждую из 700—900 женщин, умирающих в США каждый год во время беременности или родов, 70 испытывают серьёзные осложнения, что составляет более одного процента всех родов.

### Ожидаемая продолжительность жизни

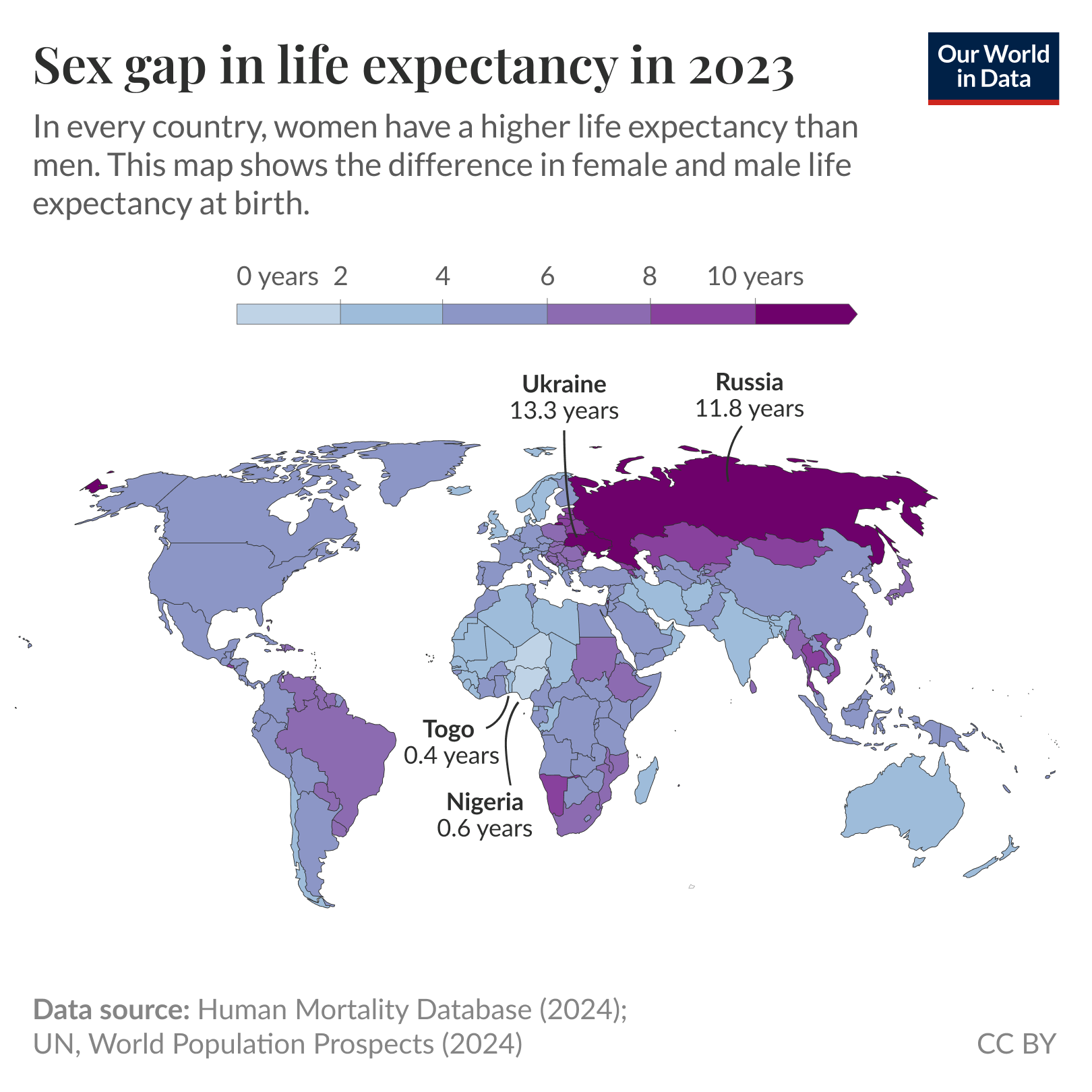
Разрыв между продолжительностью жизни женщин и мужчин, 2023 год

Продолжительность жизни женщин, как правило, больше, чем у мужчин. Это преимущество начинается с рождения: у новорождённых девочек больше шансов выжить в течение первого года жизни, чем у мальчиков. В среднем женщины живут на 6—8 лет дольше мужчин. Однако это зависит от места и ситуации. Например, дискриминация женщин привела к снижению продолжительности жизни женщин в некоторых частях Азии, так что мужчины там жили дольше, чем женщины.
Считается, что разница в продолжительности жизни частично обусловлена биологическими преимуществами, а частично — гендерными поведенческими различиями между мужчинами и женщинами. Например, женщины менее склонны к нездоровому поведению, такому как курение и неосторожное вождение, и, следовательно, имеют меньше предотвратимых преждевременных смертей от таких причин.
В некоторых развитых странах продолжительность жизни выравнивается. Считается, что это вызвано как ухудшением поведения женщин в отношении здоровья, особенно увеличением уровня курения табака среди женщин, так и улучшением здоровья мужчин, например, меньшим количеством сердечно-сосудистых заболеваний. ВОЗ пишет, что «важно отметить, что дополнительные годы жизни женщины не всегда проживают в добром здравии».

### Репродуктивные права

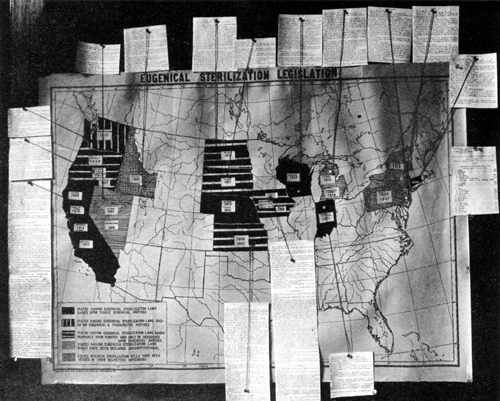
На плакате евгенической конференции 1921 года изображены штаты США, принявшие законодательство о стерилизации

Репродуктивные права — это законные права и свободы, связанные с репродукцией и репродуктивным здоровьем. Международная федерация гинекологии и акушерства заявила, что:

<…> права человека женщин включают их право контролировать и принимать решения свободно и ответственно по вопросам, касающимся их сексуальности, включая сексуальное и репродуктивное здоровье, без принуждения, дискриминации и насилия. Равные отношения между женщинами и мужчинами в вопросах сексуальных отношений и воспроизводства, включая полное уважение неприкосновенности личности, требуют взаимного уважения, согласия и совместной ответственности за сексуальное поведение и его последствия.Оригинальный текст (англ.)<…> the human rights of women include their right to have control over and decide freely and responsibly on matters related to their sexuality, including sexual and reproductive health, free of coercion, discrimination and violence. Equal relationships between women and men in matters of sexual relations and reproduction, including full respect for the integrity of the person, require mutual respect, consent and shared responsibility for sexual behavior and its consequences.
Всемирная организация здравоохранения сообщает, что по данным с 2010 по 2014 год во всём мире ежегодно происходило 56 миллионов искусственных абортов (25 % всех беременностей). Из них около 25 миллионов считались небезопасными. По данным ВОЗ, в развитых регионах на каждые 100 000 небезопасных абортов умирает около 30 женщин, и это число возрастает до 220 смертей на 100 000 небезопасных абортов в развивающихся регионах и до 520 смертей на 100 000 небезопасных абортов в странах Африки к югу от Сахары. ВОЗ связывает эти смерти со следующими причинами:
- ограничительные законы,
- плохая доступность услуг,
- высокая стоимость,
- стигматизация,
- отказ медицинских работников от военной службы по соображениям совести,
- ненужные требования, такие как обязательные периоды ожидания, обязательное консультирование, предоставление вводящей в заблуждение информации, разрешение третьей стороны и ненужные с медицинской точки зрения тесты, которые задерживают оказание помощи.

## Биология и гендер
В западных культурах понятие «женщина» традиционно определяется в первую очередь через биологические особенности. Как отмечают некоторые исследователи, это связано с особым значением, которое в этих культурах придаётся природе. С другой стороны, во многих контекстах понятие «женщина» обозначает прежде всего социальную группу, гендерную роль или гендерную идентичность. Хотя господствующая в современном мире бинарная гендерная система подразумевает жёсткое соответствие приписанного человеку при рождении пола и гендерной роли, в действительности они не всегда совпадают.

### Биологические особенности

#### Генетика
С точки зрения генетики, женским считается организм, у которого пара половых хромосом представлена двумя X-хромосомами, в отличие от мужского организма, имеющего в кариотипе одну X-хромосому и одну Y-хромосому. У женщин одна X-хромосома наследуется от матери, а вторая — от отца (эту хромосому он получает от своей матери). В большинстве клеток взрослой женщины вторая Х-хромосома свёрнута в так называемое тельце Барра. Ранее считалось, что вторая X-хромосома не используется, однако последние исследования показали, что это, возможно, не так.
Чаще всего женский кариотип состоит из 46 X-хромосом, но у некоторых женщин встречаются также кариотипы 47,XXX и 45,X. Кариотип не всегда определяет анатомическое развитие — например, у некоторых людей с двумя X-хромосомами строение половых органов соответствует традиционным представлениям о мужской анатомии. Такое сочетание кариотипа и анатомии представляет собой один из вариантов интерсекс-вариаций.

#### Анатомия и физиология
С точки зрения биологии, организм женщины имеет ряд анатомических и физиологических свойств, которые отличают его от организма мужчины. Отличия в строении тела женщины и мужчины делятся на первичные и вторичные половые признаки. Первичные половые признаки — это особенности строения органов размножения, которые формируются уже во время внутриутробного развития, но становятся функционально активными только в результате полового созревания. В процессе полового созревания формируются вторичные половые признаки — особенности остальных частей тела.

Внутренние половые органы женщины

Женская репродуктивная система включает в себя внутренние и наружные половые органы. Яичники регулируют производство гормонов и производят женские гаметы — яйцеклетки, — которые при оплодотворении мужскими гаметами — сперматозоидами — образуют новый человеческий организм. Неоплодотворённые яйцеклетки удаляются из организма в процессе менструации. Матка — орган, состоящий из ткани, предназначенной для вынашивания и защиты развивающегося плода, и мышечной ткани, которая выталкивает его во время родов. Влагалище участвует в половом акте и родах. Наружные половые органы женщины называются собирательным термином «вульва». К ним относятся большие и малые половые губы, уретра и клитор — основной орган, отвечающий за получение сексуального удовольствия. Женская грудь способна производить молоко — эта функция, наряду с живорождением, является отличительной особенностью млекопитающих.
Вторичные половые признаки женщин — особенности, обусловленные влиянием на организм гормонов, в первую очередь эстрадиола и эстрогенов. К ним относят, в частности, более низкий рост женщин по сравнению с мужчинами (в среднем на 12 сантиметров), широкий таз (лобковые кости сходятся под тупым углом), высокий тембр голоса, меньшую долю мышечной и бо́льшую долю жировой ткани по отношению к массе тела, отсутствие стержневых волос на лице, слабо выраженное оволосение тела.
В развитии женского организма различают несколько периодов, каждый из которых характеризуется своими возрастными анатомо-физиологическими особенностями:
- детство — до 12 лет,
- период полового созревания — 12-16 лет,
- период половой зрелости, или репродуктивный период — до 45-47 лет,
- переходный, или климактерический период — до 50-52 лет,
- постменопауза.

#### Определение пола и гендерная идентичность
При рождении ребёнка ему обычно приписывается либо женский, либо мужской пол на основании внешнего вида половых органов. Но форма половых органов не всегда соответствует генетическому полу и необязательно предопределяет дальнейшее анатомическое и физиологическое развитие ребёнка, а также его гендерную идентичность. У некоторых интерсекс-детей половые органы выглядят неоднозначно. Во многих странах таким детям в раннем возрасте проводятся хирургические операции, хотя положительное влияние таких операций на дальнейшую жизнь ребёнка не доказано. В других случаях интерсексность проявляется только в период полового созревания. По мнению некоторых биологов, традиционное выделение только двух полов противоречит биологической реальности.
Приписанный при рождении пол также может не соответствовать гендерной идентичности человека — внутреннему самоощущению как представителя того или иного гендера. Вне зависимости от того, является ли человек интерсексом, он может ощущать принадлежность к другому гендеру, чем приписанный ему при рождении. Трансгендерные женщины — это женщины, которым при рождении был приписан мужской пол. В ходе трансгендерного перехода некоторые — хотя не все — трансгендерные женщины проходят заместительную гормональную терапию и различные хирургические процедуры, чтобы привести свою внешность в соответствие с гендерной идентичностью.

### Женская гендерная роль

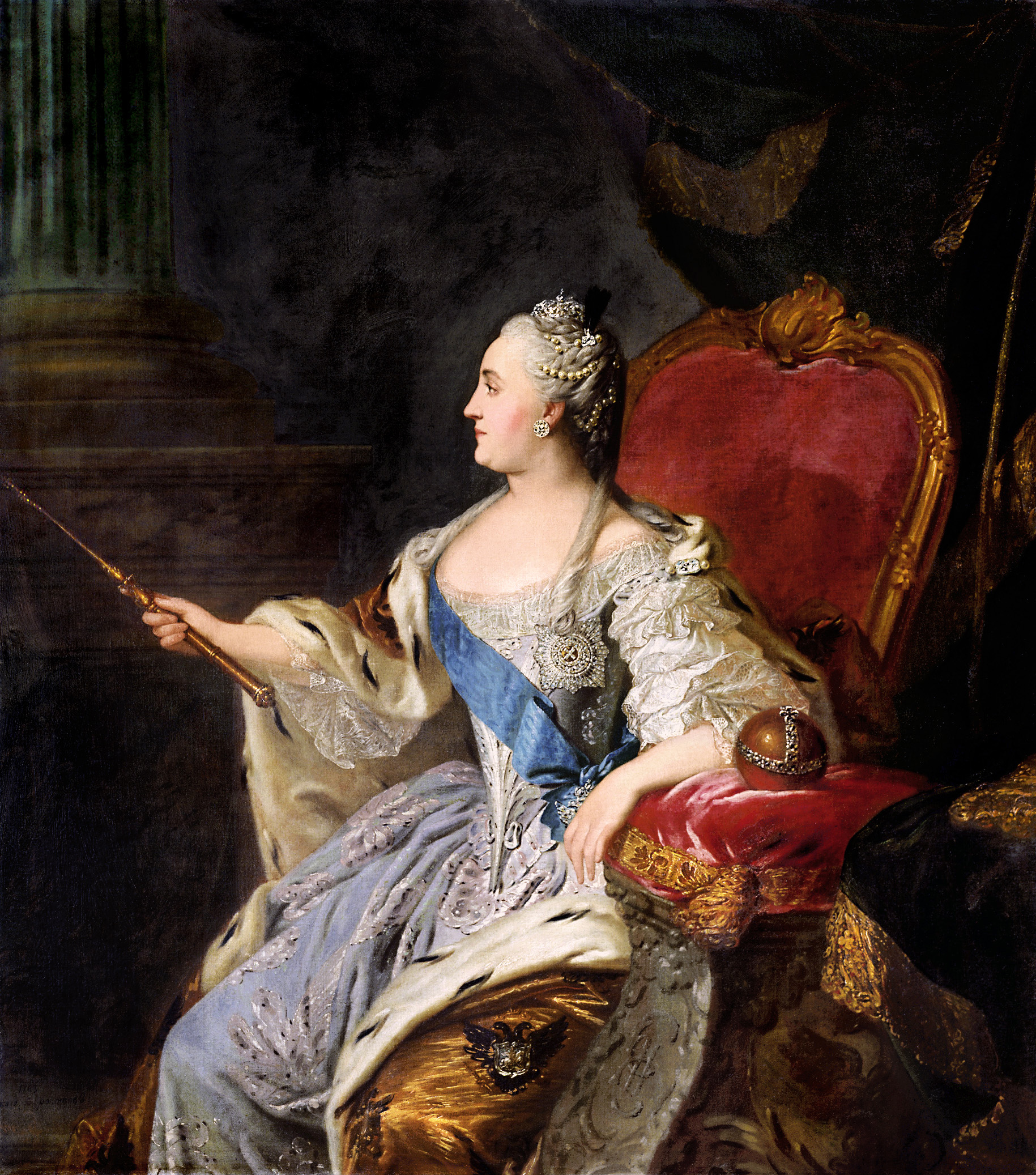
Екатерина Великая — Императрица Российская

Гендерная роль — это совокупность социальных ожиданий, предписывающих человеку определённое поведение в зависимости от его гендерной принадлежности. В современном мире господствует бинарная гендерная система, в которой люди разделяются на две противоположные группы: мужчин и женщин, — и подразумевается жёсткое соответствие между приписанным при рождении полом и гендерной ролью. При этом в некоторых культурах мира гендер традиционно не является значимой социальной категорией и, соответственно, нет традиционной женской гендерной роли. В других культурах выделяется три и более гендеров и соответствующих гендерных ролей.
В тех культурах, где существует отдельная женская гендерная роль, её содержание меняется со временем и различается в разных слоях общества. Например, в западных обществах, начиная с 1850-х годов, гендерная роль женщины среднего класса была ролью домохозяйки и исключала работу вне дома, а гендерная роль женщины рабочего класса подразумевала совмещение производительного труда и работы по дому.

#### Гендерные различия
В западных обществах, начиная с античности, для объяснения и обоснования женских гендерных ролей использовались отсылки к природным отличиям женщин от мужчин. В современной науке такие обоснования иногда принимают форму эволюционных теорий, которые представляют современные гендерные роли как результат естественного отбора. Эволюционные теории гендерных различий не подтверждаются эмпирическими данными. В частности, эмпирические исследования опровергают утверждение о том, что женщины при выборе партнёра руководствуются его качествами как потенциального кормильца семьи, а мужчины — внешней привлекательностью. Многие учёные также указывают на грубые методологические ошибки таких теорий. (Подробнее см.: Биологические теории происхождения гендерных ролей.)
Хотя было проведено множество исследований с целью установить неустранимые различия между мужчинами и женщинами, достичь этой цели науке не удалось: по имеющимся научным данным, сходств между представителями разных гендеров гораздо больше, чем различий, — поэтому некоторые современные учёные отмечают, что целесообразнее было бы говорить о базовой гипотезе гендерного сходства. Выявляемые учёными небольшие различия между мужчинами и женщинами (в математических способностях, способностях к пространственному восприятию и агрессивности) не универсальны, и существуют данные об их зависимости от влияния гендерных стереотипов.

#### Гендерные стереотипы
Широко распространённые во многих современных обществах гендерные стереотипы, приписывающие женщинам такие качества, как пассивность, зависимость, эмоциональность и заботливость, и осуждающие проявление женщинами решительности и агрессивности, служат поддержанию существующих в этих обществах гендерных ролей и, в частности, гендерного неравенства. Например, как показывают исследования, такие стереотипы способствуют дискриминации женщин на рабочем месте, создавая эффект так называемого стеклянного потолка. В реальности гендерное выражение женщин, как цисгендерных, так и трансгендерных, является разнообразным. При этом женщины, проявляющие фемининное гендерное выражение, как указывает гендерная исследовательница Р. Э. Хоскин, сталкиваются не только с мизогинией, но и с дискриминацией и угнетением на основе фемининного гендерного выражения (фемфобией), так как маскулинность ценится обществом выше, чем фемининность.

## Ассоциируемая с полом символика

### Жестовая символика
- В Японии фамильярным жестом, означающим «женщина», также «хозяйка» или «любовница», является выпрямленный мизинец на выставленной перед собой руке, при сложенных остальных пальцах[50].
- В русском жестовом языке слово «женщина» выражает короткий двукратный боковой взмах-касание щеки открытой к собеседнику ладонью с поджатым внутрь большим пальцем[51].

### Графическая символика
- Зеркало Венеры — символ планеты Венеры ♀, используется в биологии для символьного обозначения женского пола.
- Инь — женское начало в древнекитайской философии, олицетворяющее чёрное, женское, акцент на внутреннее. Женское начало Инь находится в тесной, неделимой связи с Ян — мужским началом, которое символизирует белое, мужское, акцент на внешнее.
- При построении генеалогической схемы в медицинской генетике женщин обозначают кружками (а мужчин — квадратами).
- В массовой культуре укоренилась ассоциация женского пола с розовым цветом: так, в некоторых странах принято при рождении младенца покупать для девочки розовые (красные), а для мальчика голубые (синие) пелёнки; значительная часть рассчитанных на девочек игрушек окрашиваются в розовый цвет либо содержит элементы розового цвета.
- Китайский иероглиф, означающий «женщина» — 女 — восходит к древнему рисунку на костях животных, изображающему сидящую женщину с руками, покорно сложенными на груди. Иероглиф является одним из 214 ключей, и используется также в Японии[53].

Зеркало Венеры
Даосская монада «инь и ян»

## Женщина в различных культурах

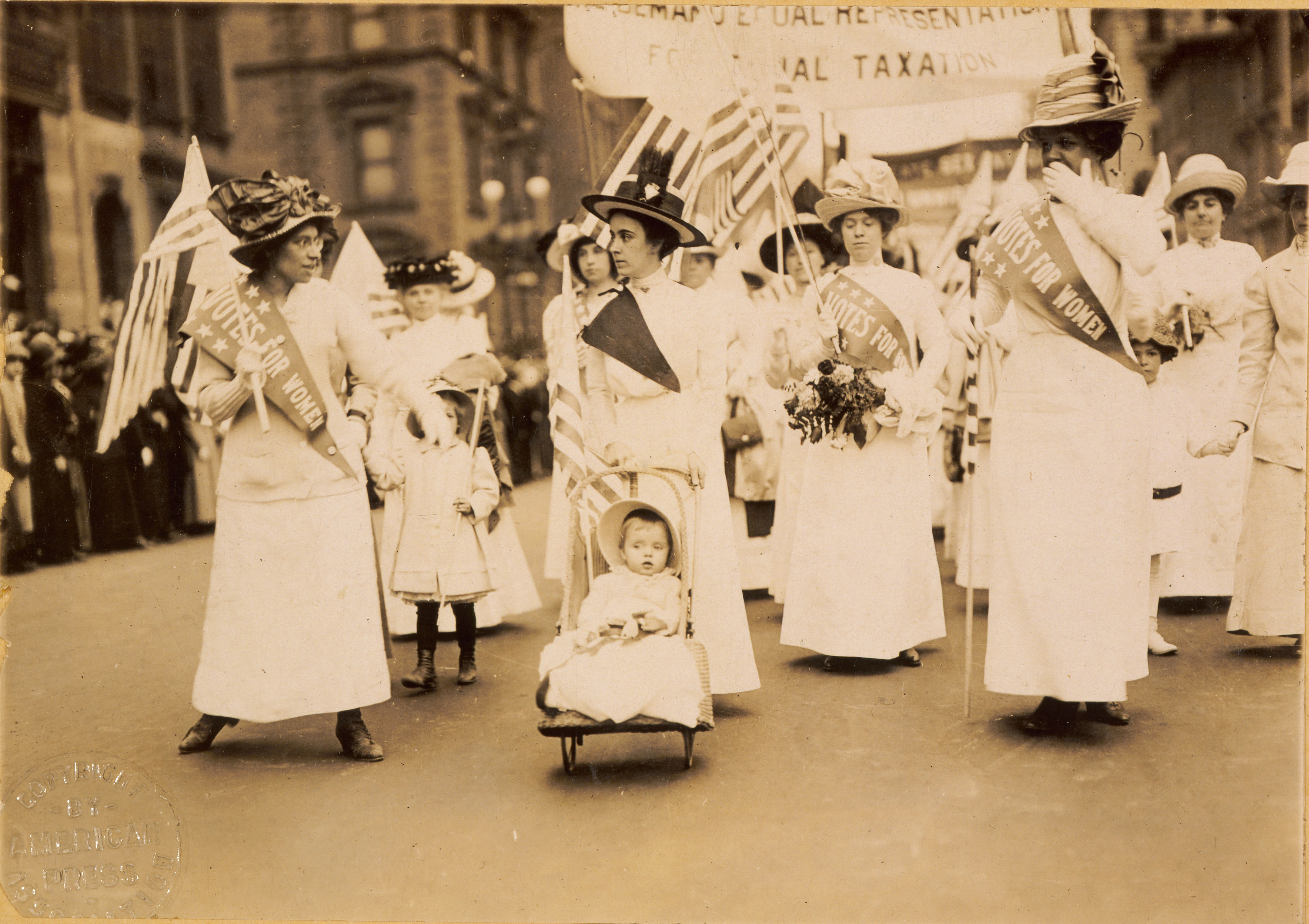
Демонстрация за избирательные права женщин, Нью-Йорк, 6 мая 1912

Социальное положение женщины, её роль в обществе, имеет свои исторически сложившиеся особенности в различных культурах. Обычным явлением является превосходство в правах мужчин над женщинами, особенно ярко выраженное в некоторых исламских странах. Примером общества с превосходством женщин (см. матриархат) является мифический народ амазонок, состоявший исключительно из женщин, не терпевших при себе мужей.
Часто неравенство в правах исходило из религиозных норм и было характерно для большинства религий, в особенности для авраамических. Во многом формирование этих норм вызвано тем, что для большинства женщин в связи с рождением и воспитанием детей основные жизненные цели находились исключительно внутри семьи. В большинстве культурных традиций особенное значение придавалось подготовке девушки к браку и, в частности, сохранению девственности до брака. В то же время подготовке юноши к браку придавали, как правило, меньшее значение.

### Отношение к женщине в античном мире
В классическом античном мире, всецело проникнутом элементами патриархального быта, женщины находились под вечной опекой (см. Женщина в гражданском праве). Местом домашней жизни гречанки был гинекей; римлянка, пока господствовала первобытная простота нравов, пребывала в атриуме, но, с расширением дома, она перешла в заднюю часть его, соответствовавшую гинекею. Древняя римская матрона пользовалась уважением лишь постольку, поскольку государству полезны были её дети (Корнелия — «мать Гракхов»), но всё же она никогда не исключалась безусловно из общества, как в Греции, где женщины являлись на обед только к весьма близким людям, причём садились за стол на особой половине.
По древнегреческой мифологии, первая женщина — Пандора, была ниспослана Зевсом людям в наказание за похищение Прометеем для них огня. Наделённая богами красотой, хитростью и сладкоречием, она из любопытства открыла полученный от Зевса сосуд (ларец, названный ящиком Пандоры), из которого по земле распространились все несчастья и бедствия.

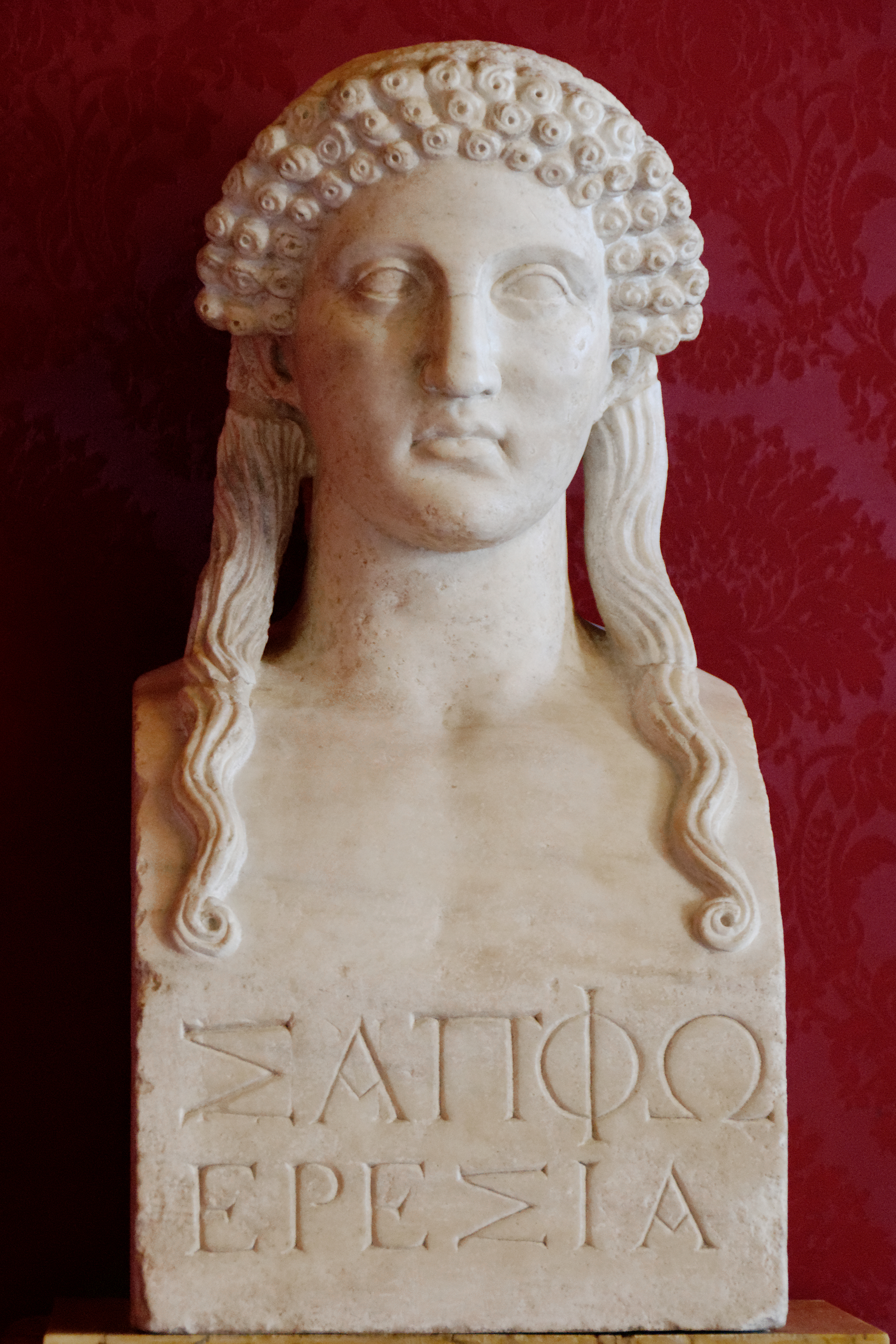
Сапфо, знаменитая древнегреческая поэтесса (бюст V века до н. э.)

#### Взгляд учёных мужей на женщину
Даже лучшие люди древности в своих воззрениях на женщину не возвышались над уровнем своего времени. Сократ отзывался о женщине как о принадлежащей исключительно дому, в самом ограниченном смысле слова; по его мнению, гражданин всего менее мог говорить со своей женой. Платон высказывает не менее резкие суждения о женщинах, хотя, устанавливая в своей республике общность жен, он допускает равенство занятий и воспитания для обоих полов. По мнению Аристотеля, женщина — это ошибка природы; добродетель её совсем иная, чем добродетель гражданина, и мало чем отличается от той, к которой способен раб. Идеал жены, нарисованный Ксенофонтом, — идеал домостроевский. Лучшим украшением её считалось молчание. Отсюда значение, приобретённое у греков гетерами.

#### Гетеры
В греческом обществе появились различные категории женщин, назначение которых Демосфен формулировал следующим образом: прелестницы служат для грубых удовольствий, жёны — для поддержания рода и охраны жилищ, а гетеры — для духовных наслаждений. Во времена Перикла роль гетеры не налагала ещё, как позже, общественного клейма. Образцом гетеры была Аспазия Милетская, известная подруга Перикла. Многие из гетер занимали видное место в философских школах древней Греции.

#### Философы
Древнегреческие философские школы насчитывали, впрочем, среди своих последователей и таких женщин, которые вели безукоризненно нравственную жизнь и прославлялись не только языческими писателями позднейших времён, но и отцами Церкви.
Древнейшими из них были последовательницы Пифагора, о которых историк Филарх написал книгу («Героиды, или Пифагорейские жены»), до нас не дошедшую: Феано, жена Пифагора, и его три дочери, Аригнота, Дамо и Мийя. Книгу Периктионы «О мудрости» (философии) высоко ценил, по словам древних авторов, Аристотель, даже заимствовавший из неё некоторые идеи о свойстве естества и его случайных качествах. После смерти Аристиппа главой киринейской школы была дочь его Арета, прозванная современниками «светочем Эллады»; ей приписывают до 40 трактатов, почти целиком утраченных. Кратет Фиванский, ученик Антисфена, равно известный как философ и как урод, внушил любовь богатой афинской красавице Гиппархии, которая вышла за него замуж и вполне усвоила себе его образ жизни: одетая в рубище, она сопровождала его во всех скитаниях, вела жизнь полную лишений и вместе с ним проповедовала киническую философию. Любимейшей из учениц Платона была Аксиотея Флиусская; впоследствии она сама учила, развивая учение Платона об идеях, и, кроме того, занималась физикой и естественными науками. Неоплатоническая школа выдвинула благородную Гипатию.

#### Врачи
Были в древней Греции и женщины-врачи, прославившиеся своими научными трудами, главным образом по акушерству. Афинянка Агнодика, переодевшись мужчиной, изучила медицину и добилась отмены закона, запрещавшего женщинам заниматься врачеванием. Знаменитый врач Аэций (V век) приводил целые отрывки из сочинений некой Аспазии.

#### Древний Рим
И в Риме женщины — по мере того, как исчезала прежняя простота нравов,— посвящали себя изучению философии, литературы и математики, но не достигли славы, выпавшей на долю женщин-философов древней Греции. Женщины много содействовали распространению в Риме греческого языка как разговорного. Во время Эпиктета римские женщины зачитывались «Республикой» Платона.
Последняя эпоха Республики и начало Империи — время полнейшего разложения римской семьи. В политической жизни тип римской матроны выродился в типы Агриппин и Мессалин, рядом с которыми появлялись, однако, и такие привлекательные фигуры, как жена Тразеи.

### Отношение к женщине в культуре Запада
Долгое время в западной культуре существовало неравенство в правах мужчины и женщины, отчасти это было связано с особенностями религиозных обычаев (например, до недавнего времени в христианстве женщины не входили в клир).

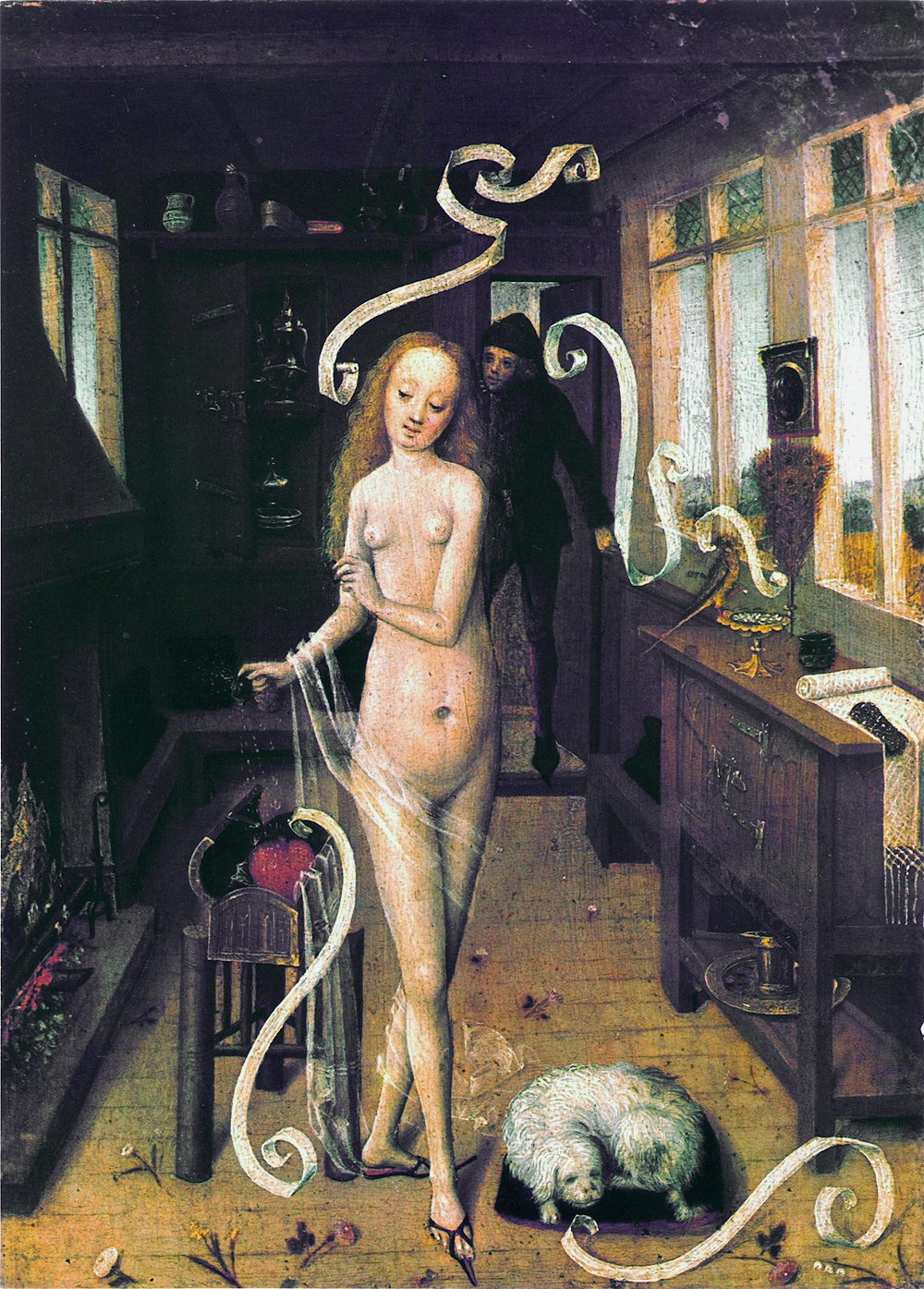
Ведьма совершает любовный приворот (картина маслом на дереве нижнерейнского мастера XV века)

#### Воплощение зла
Общественная жизнь ранней Византии, слагавшаяся среди борьбы придворных, церковных и театральных партий, подпала сильному влиянию женского терема. С таким порядком вещей не могла мириться аскетическая мысль православного Востока — и вот возникает обширная систематическая литература против женщин вообще, где она выставляется воплощением зла. В сборниках, составленных преимущественно в монастырях (вроде «Златоуста» и «Пчелы»), тщательно подбирались враждебные женщинам отзывы классических писателей, библейских книг (например, Притчи Соломона, гл. 31; Книга Сираха, гл. 25, 26) и святоотеческих сочинений. Вместе с аскетической литературой эти воззрения распространялись и на Западе.
Существует легенда, что на одном из средневековых соборов был даже поднят вопрос: человек ли женщина? Григорий Турский в своей «Historia francorum» («Истории франков») сообщает (книга VIII, глава 20), что один из участников собора задал вопрос о том, можно ли употреблять слово homo (лат. «человек») по отношению к женщине. Но этот вопрос носил скорее лингвистический, нежели богословский или антропологический характер: дело в том, что в формировавшихся тогда романских языках слово homo (homme, uomo) претерпевало семантическое сужение, приобретая в первую очередь значение «мужчина». На этот вопрос был дан положительный ответ. Отсюда, по-видимому, и проистекает распространённая легенда о том, что на Маконском соборе обсуждался вопрос о том, является ли женщина человеком. В обществе и даже в литературе и позже ещё встречалось противоположное мнение, например в латинском сочинении «Женщина не человек» (Франкфурт, 1690) и в немецкой книге «Любопытное доказательство, что женщина не принадлежит к человеческому роду» (Лейпциг, 1753).
Наряду с аскетическими воззрениями и церковной организацией, устранявшей женщину от активного участия в культе (лат. in ecclesia mulier tacet), были и другие влияния, неблагоприятно отразившиеся на судьбе женщины. В XI—XII столетиях окончательно сложилось представление о ведьме как о женщине, заключавшей союз с сатаной, и во имя его десятки тысяч женщин в течение столетий отправлялись на костёр (см. Колдовство).
Под влиянием всех этих воззрений сложились средневековые домострои, сходные с русским. Таковы в итальянской литературе сочинения заточника в Бари XIII века («Dottrina о proverbi»), Эгидия Колонны, архиепископа буржского («Il trattato de regimme principuum», написанное для Филиппа Красивого), Франческо де Барберино («Reggimento delle donne»); в литературе французской — «Совет отца сыну» XIII век, сочинение Жоффруа де Латур-Ландри XIV век, «Парижский хозяин» XV век («Menagier de Paris»).

#### Средневековые ограничения

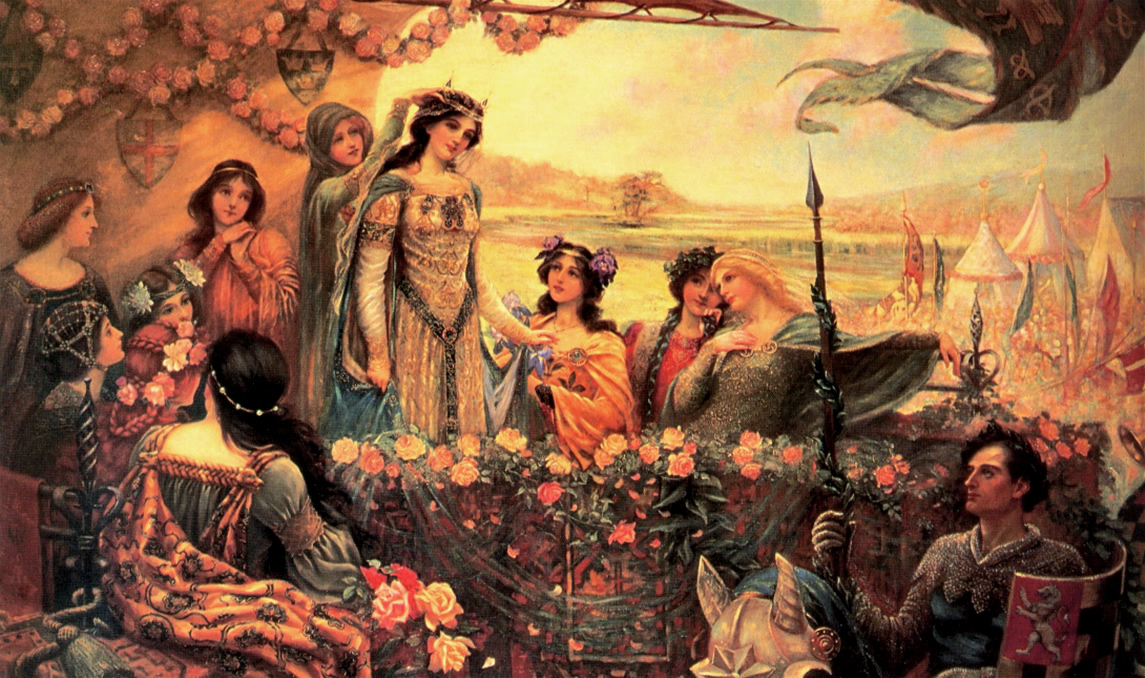
«Королева турнира» (Ланселот и Гвиневра), Г. Д. Дрейпер

С XI века в средневековом обществе, наряду с прежними влияниями, начинают проявляться новые течения, более благоприятные женщине. В городах накапливаются богатства, развивается утончённая жизнь с общественными празднествами и торжествами, в которых участие женщин становится необходимым. Цеха первоначально не устанавливали ограничений для женщин. По общему правилу, вдова мастера могла продолжать вести самостоятельное хозяйство; в некоторых цехах (например, ткачей) женщина вообще могла занимать место мастера, иметь подмастерьев, учеников и учениц. Скоро, однако, возникает стремление ограничить самостоятельную деятельность женщины в сфере промышленности. В XIII веке это уже было достигнуто в некоторых цехах Парижа; к концу XVII века женщины были вытеснены из всех без исключения цехов.
Период внешнего блеска, не исключавшего, впрочем, семейного деспотизма, пережила средневековая женщина высших классов. Уже в X веке складывается на юге Франции, а затем распространяется по всей Западной Европе рыцарство с его культом Прекрасной Дамы и судами любви, в которых она председательствовала. Поклонение женщине, первоначально истекавшее из идеальных представлений («Парсифаль» Вольфрам фон Эшенбаха), с течением времени приняло характер опоэтизированного материализма («Тристан» Готфрида Страсбургского), затем превратилось в грубую чувственность, прикрытую лоском благородных форм (Ульрих фон Лихтенштейн) и, наконец, разрешилось тем упадком, какой господствовал в XIV и XV веках, когда женщина уже не председательствовала на празднествах и турнирах, а робко пряталась от света и своего одичавшего супруга.

#### Современный костюм женщины
В рыцарскую эпоху зародился во Франции и современный костюм женщины: с XII столетия почти везде в Западной Европе мешковатая туника, уцелевшая от римских времён, заменяется платьем, обрисовывающим формы женского бюста.

#### Галантность
В рыцарских сочинениях о служении дамам выработались правила той услужливой вежливости по отношению к женщине, которая вновь ожила в XVI веке, а в XVII—XVIII столетиях выродилась в галантную манерность. Под влиянием рыцарства в некоторые средневековые домострои проникают две отличительные черты — совет обращаться c женой возможно мягче и признание за женщиной права заниматься чтением и даже наукой. Выдающийся немецкий гуманист и натурфилософ Агриппа Неттесгеймский в 1529 году даже сочиняет целый трактат «Речь о достоинстве и превосходстве женского пола над мужским» (лат. Declamatio de nobilitate et praecellentia foeminei sexus).

#### Грамотность и учёность
В средние века женщины вообще не уступали мужчинам в образовании. Уже в X веке, когда грамотность была распространена лишь среди духовных, славилась своей учёностью монахиня Гросвита. Многие произведения средневековых поэтов, например Вольфрама фон Эшенбаха, по безграмотности авторов писаны под их диктовку женщинами. Учёные женщины имели обыкновенно свои школы, в которые стекалось юношество обоих полов. Таковы были Гертруда в Нивелле, Бертилла в Шелле, Альдегонда в Мобеже, Элоиза в Параклете. Классической страной учёных женщин была Италия. Уже в XIII веке Биттизия Гоццадини читала в Болонском университете лекции римского права. В XIV веке Новелла д'Андреа (ум. в 1366 г.), преподававшая каноническое право то в Падуе, то в Болонье, была прозвана «зеркалом и ярким светильником юриспруденции». На рубеже XIV и XV веков Доротея Букка унаследовала от отца своего кафедру нравственной философии и практической медицины.
В эпоху Возрождения женщины принимали в Италии деятельное и самостоятельное участие в изучении древней литературы (например, мать Лоренцо Медичи, Серафина Колонна, принцесса Бианка д'Эсте). В Англии замечательные своей учёностью женщины появляются с XVI века (например, леди Грей и мать Бэкона, славившаяся и как лингвист, и как теолог). В Голландии дочь американского врача Ван ден Енда занималась в начале XVII века преподаванием латинского языка; у неё, между прочим, учился Спиноза. Во Франции учёных женщин было множество. Заметный след оставила в литературе Дасье; Эмилия де Бретейль (1706—1749) перевела на французский язык сочинения Лейбница и Ньютона и снабдила их замечаниями и введениями, которые Вольтер называл образцовыми произведениями ума и красноречия. Астроному Лаланду помогали в его трудах его жена и мадам Дюпьери, обе самостоятельно занимавшиеся астрономическими исследованиями. В 1792 году девица Лезардьер издала «Теорию политических законов французской монархии», которой Варнкёниг, в своей истории французского права, приписывает весьма важное значение. С XVII века пробуждается научная деятельность женщин и в Германии (Анна Шурман, Мария Кирх и многие другие); в области же поэзии женщины стали подвизаться в Германии ещё с XII столетия, и к 1715 году немецкая литература насчитывала не менее 111 поэтесс. Таким образом научная и литературная деятельность женщин в Западной Европе, можно сказать, никогда не прерывалась.

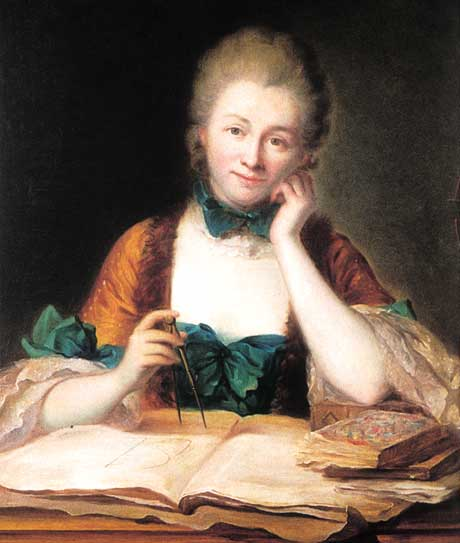
Маркиза Дю Шатле (1706—1749), французский математик и физик, муза-вдохновительница Вольтера

Тем не менее в обществе и даже в учёных сферах продолжали господствовать те же воззрения на женщину, какие выразились в средневековых домостроях. Сочинение бельгийского пастора картезианца де ла Барра: «De l'égalité des deux sexes» (1673), утверждавшее, что мужчины и женщины равны, что анатомия не знает никакого различия в строении мозга обоих полов, и требовавшее полного равенства мужчин и женщин во всех сферах жизни, — такое сочинение было в своё время и даже целое столетие спустя совершенно единственным в своём роде. Когда в 1722 году графиня Виттория Дельфини-Дози стала домогаться в Болонье степени доктора прав и блестяще выдержала предложенный ей публичный диспут, то это вызвало целую бурю протестов. Вслед за тем появились в Болонье женщины-профессора, слава о которых гремела по всей Италии: Лаура Басси (1711—1778), более 25 лет преподававшая физику, и Анна Моранди (1716—1774), читавшая анатомию (обе — женщины замужние), Гаэтана Аньези (1718—1798), которая на публичном диспуте 1738 года в числе 191 философского тезиса защищала и способность женщины к наукам, а впоследствии на всю Европу прославилась своим учебником по математике («Instituzioné analitiche», 1748), отклонила кафедру, предложенную ей в 1750 году Болонским университетом, и всецело предалась делу благотворительности.

#### Хозяйки литературных салонов
Уже около середины XVI столетия поэтесса Луиза Лабэ основала в Лионе первый литературный салон. В XVIII веке влияние этих салонов достигает своего апогея (г-жи Жоффрен, Дюдеффан, Эспинас и др.). Вскоре салоны приобрели и политическое значение: в первые годы революции важнейшие меры подготовлялись в салонах мадам де Сталь и Ролан. Влиятельные литературные салоны существовали в XVIII веке и в Англии, Италии, Швеции, Германии; в Германии в этом отношении первое место принадлежало Рахили Варнгаген фон Энзе.

#### Стремление к женскому равноправию
В XVIII веке требование свободы чувства переплелось с воззваниями о возвращении к природе и перешло в доктрину о безграничной половой свободе (в «Recherches philosophiques sur le droit de la propriété et le vol» Бриссо де Варвиля), а вера во всепреобразующую силу разума возбуждала надежды на коренное преобразование положения женщин (сочинения Марии Годвин). Во время французской революции были сделаны и практические попытки к достижению женской равноправности, защитниками которой выступили Кондорсе и Сиейс; но конвент в 1792 году решительно высказался против неё. В XIX столетии проповедь свободы чувства вновь поднята была сенсимонистами; возник так называемый «женский вопрос».

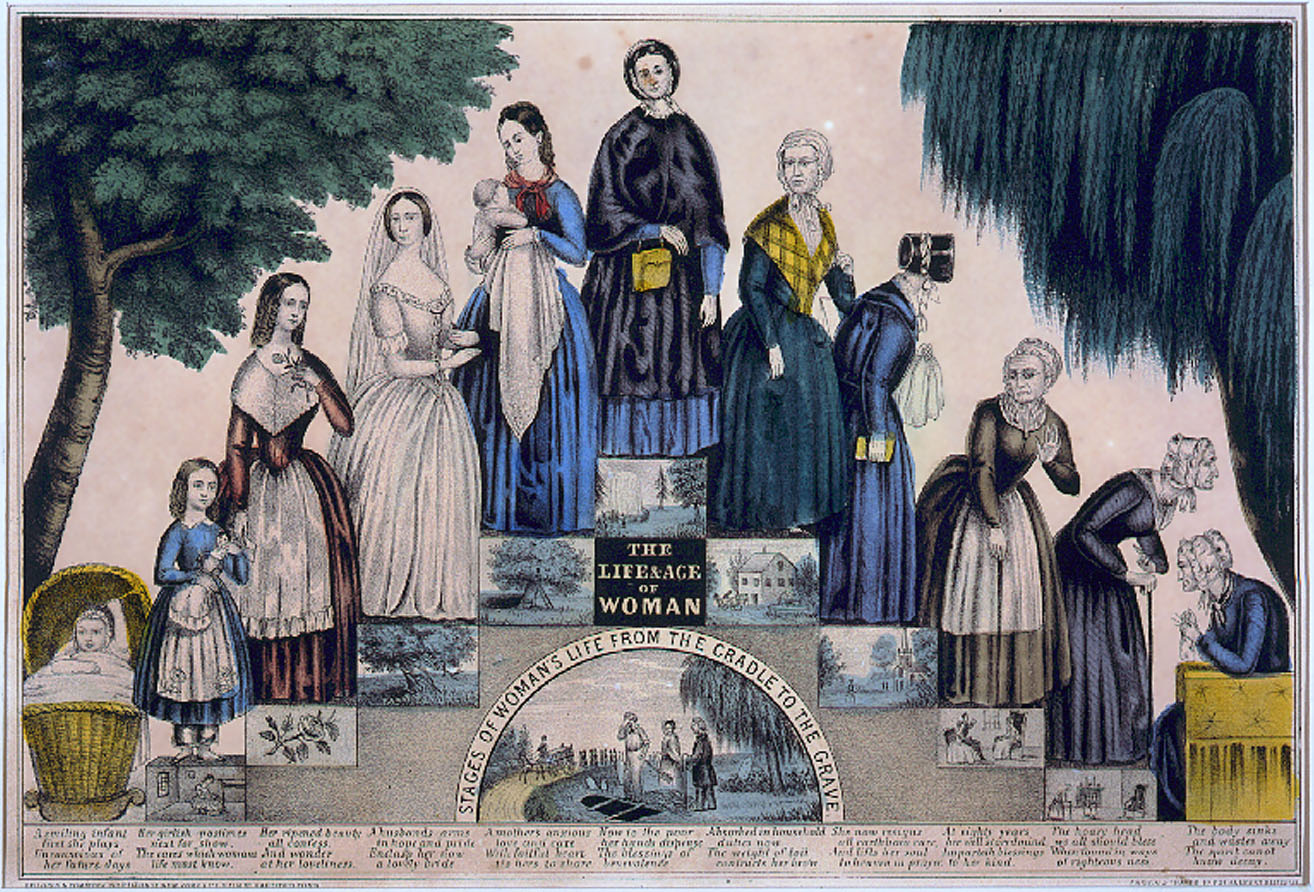
«Жизнь и возраст женщины — этапы жизни женщины от колыбели до могилы», 1849, США

В настоящее время во многих западных странах (преимущественно, в странах Европы, а также в США) наблюдается тенденция уравнивания в правах женщины и мужчины. Перемены, произошедшие в отношении к женщине в XX веке на Западе, наиболее ярко характеризуются такими процессами, как сексуальная революция и активизация феминизма (исторически сложившееся общее название для различных политических и общественных движений, деятельность которых направлена на борьбу с мужским сексизмом).

### Отношение к женщине в русской культуре

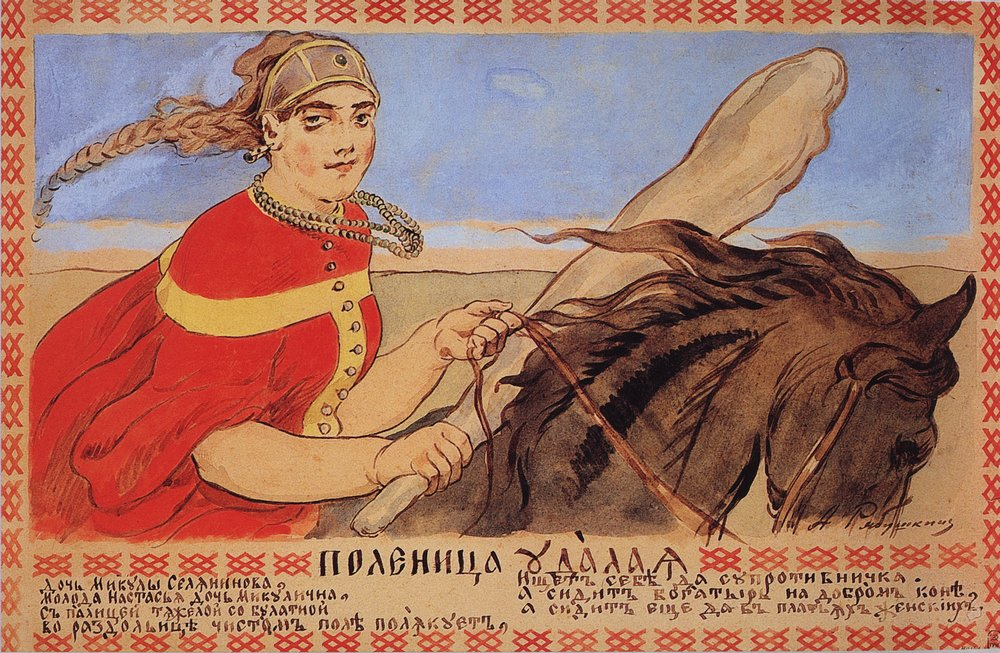
Настасья Микулична («Поленица Удалая, дочь Микулы Селяниновича»). Эскиз иллюстрации к былине о Василии Буслаеве (А. П. Рябушкин, 1898)

#### Славяне
В древнеславянском обществе быт женщин на той ступени человеческого развития мало отличался от быта мужчин. История сохранила нам предания о борьбе мужчин и женщин, о войнах из-за женщин (см. Богемская война женщин), — они говорят о значительном участии и свободе женщин в заключении брачных отношений (таково умыкание у древнего русского летописца и у Козьмы Пражского), о полной свободе брачных отношений, не стесняемых даже родством (радимичи и вятичи русского летописца). Древние русские былины знают лучших стрелков из женщин (жена Дуная), полениц, ничем не уступающих богатырям. Вещие жёны (ведуньи) имели большое влияние на жизнь племени; они управляли страной как мудрые правители: (Либуше, Ольга, Ванда).

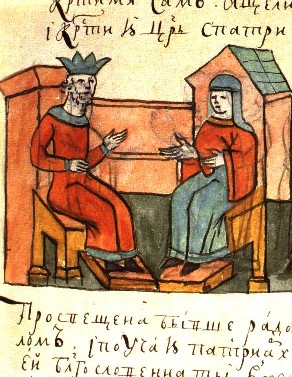
Приём княгини Ольги византийским императором Константином Багрянородным. Миниатюра из Радзивилловской летописи, конец XV века

#### Россия (XII—XVII века)
В России, в историческую эпоху до конца XVII столетия, не встречается указаний на участие женщин в общественных делах. Исключительное значение Марфы Посадницы обуславливалось отчасти положением её как вдовы и богатой вотчинницы, отчасти особенностями новгородской жизни. Первоначальная простота языческого быта не допускала строго-замкнутого терема. После принятия христианства представители церкви вступили в систематическую и ожесточённую борьбу с народными играми и увеселениями, которые составляли неотъёмлемую принадлежность языческого быта и были доступны лицам обоего пола.
Источник зла
Вместе с аскетической проповедью проникали в Россию воззрения на женщину как на источник всякого зла. Ещё в XII веке архиепископ Нифонт, по поводу одного вопроса Кирика, с недоумением спрашивает: «разве женщина погана?»; но различные сборники византийского происхождения с их статьями о женской злобе скоро нашли усердных читателей и ревностных подражателей, оставивших целый ряд отдельных сказаний: «О мужеском и женском полах», «О злых жёнах» и прочие.
К концу XVII века в литературе окончательно сложился образ «злой жены». Появилась и специальная «Книга о злонравных женах, или Беседы отца с сыном, избранная из разных писаний, богомудрых отцов и мудрых философов». Жена здесь рисуется как льстивая, лукавая, колдунья, львица, змия, ехидна, прокудливая (проказливая) и аспид.
Те́ремное затворничество и «Домострой»
Расцветом теремной жизни женщины со всеми его отрицательными сторонами были XVI—XVII столетия. Ещё в XV веке женщины высших классов позволяли себе иногда появляться при приёме послов, на общих обедах и в других торжественных случаях. Но уже в начале XVI века женщина, по словам Герберштейна, считалась честной лишь тогда, когда жила дома, взаперти.
В доме отделение для женщин помещалось сзади, и ключи от него находились у хозяина. Обычай ни под каким условием не допускал, чтобы мужчины проникали в женское отделение дома. По правилам русского «Домостроя», жена не могла ни выйти к гостям, ни принять гостей без согласия мужа. Жена, по «Домострою», не имеет другого значения, кроме распорядительницы в хозяйстве и занятиях прислуги; она во всем должна давать ответ мужу, который, увидя у жены что не в порядке, «должен уметь её наказать с рассуждением». О необходимости мягких отношений к жене в нашем «Домострое» вовсе не говорится; в нём, напротив, муж постоянно является грозой. Во время сговора, отец, ударив слегка дочь новой плетью, передавал последнюю жениху, заявляя этим, что он передаёт ему свою власть. Высшие добродетели жены, по «Домострою», — молчание и смирение. Жена должна заботиться о спасении души и стараться угодить Богу и мужу; его воля для неё закон.
Однообразная и вялая жизнь терема не могла изгладить в женщинах мирских желаний и стремлений. В Москве, как и на Востоке, затворничество женщины развило в ней наклонность к роскоши. В русском тереме достигли значительного совершенства разные виды рукоделия и вышивания. Боярские дома соперничали своими работами из дорогих материй, унизанными жемчугом и другими драгоценными камнями.
Одежда
Женская одежда, по своему покрою, по возможности приближалась к монашеской. Талия вовсе не допускалась; гладкое верхнее платье ни единой складкой не должно было обнаруживать форм стана, хотя и могло отличаться самою вычурной отделкой. Фата из тонкого полотна или батиста, вышитая или усаженная жемчугом, служила покрывалом и дополняла костюм русских женщин.
Белила и румяна
Из Византии, а также с Востока проникли в Россию и другие принадлежности туалета допетровской женщины, в особенности белила и румяна, употребление которых в XVII веке было как бы обязательно и крайне возмущало иностранных путешественников, которые вообще хвалят красоту русских женщин. По словам Петрея, русские женщины красили разными красками — белой, красной, синей и тёмной — не только лицо, но и глаза, шею, руки; чёрные ресницы делали белыми, и наоборот. Признаками красоты в XVI—XVII веках считались белое лицо и красные щёки, тонкие пальцы и большая нога, но в особенности толстый стан.
Семейные браки
При полной обособленности женщины, раздвоение в семье было естественным явлением, а в обществе царила грубость нравов: любимыми удовольствиями мужчин были медвежьи травли, кулачные бои и потехи шутов. Браки заключались, как говорит одна песня, «по божьему повеленью, по царскому уложенью, по господскому приказанью, по мирскому приговору». Жених и невеста не могли видеть друг друга до самого брачного обряда, а потому должны были сноситься через свах. При этом нередки были обманы («нигде нет такого обманства на девки, как в Московском государстве», — сравнивая с нравами тогдашней Западной Европы, замечает Котошихин); вместо одной дочери показывали другую или служанку, малых ростом ставили на подставки и т. п. Понятно, чем оканчивались подобные браки: монастырь был для них ещё лучшим исходом.

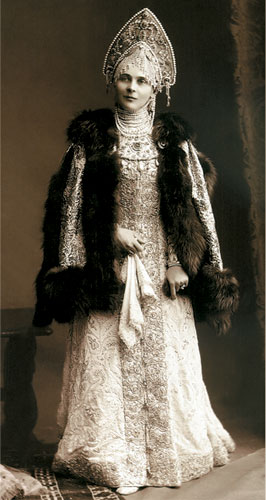
З. Н. Юсупова в традиционном русском женском костюме знати XVII века (Костюмированный бал 1903 года)

Вступая в брак по родительской воле, женщина редко находила удовлетворение в семейной жизни. В лучшем случае она увлекалась аскетическими идеалами, как, например, Юлиания Лазаревская, или становилась непреклонной хранительницей старины и внешней обрядности, вроде боярыни Морозовой, сподвижницы Аввакума. Но к религиозно-аскетическим подвигам женщины общество не относилось с таким же почитанием, как к подвигам мужчины. В древнерусской литературе весьма мало житий, посвящённых женщинам, а канонизации удостоилось всего 6 женщин, притом — княжеского рода.
Чаще женщина искала удовлетворения в ином. Уже автору «Домостроя» был известен тип сводниц («потворенные бабы»), устраивавших свидания молодых жен с чужими мужьями. Олеарий (1633—1636) говорит, что в теремах русские жёны очень часто предаются пьянству или заводят сношения с посторонними мужчинами. По словам Котошихина, отрава была тогда обыкновенным средством и у мужей, и у жён, чтобы избавиться друг от друга. Жены, с такой же целью, часто обвиняли мужей в посягательстве на жизнь государя. Уже Котошихин видел главные причины семейных беспорядков и грубости нравов в тереме, в безграничной опеке и умственном невежестве женщин.
Запрет венчать насильные браки
Такой ревнитель старины, как патриарх Адриан, понимал весь вред старой системы брачных отношений; в 1693 году он запретил духовенству венчать насильные браки. 1 марта 1698 года секретарь цесарского посольства Корб в своём дневнике отметил, что в этот день произошла перемена в жизни русской женщины: по случаю отпуска бранденбургского посла, в Лефортовском дворце был обед и танцы, причём царевич Алексей, с тёткой своей, царевной Наталией, смотрели на них из соседней комнаты, окружённые знатнейшими дамами.
С января 1700 года идёт ряд распоряжений, чтобы женщины всех сословий, не исключая и духовного, носили немецкое платье. Указом 1702 года был установлен обряд обручения за шесть недель до венчания, и таким образом жениху и невесте дана была возможность ознакомиться друг с другом, а в случае надобности — и разойтись. Вскоре начались ассамблеи, положившие конец разделению полов. Ряд женских царствований окончательно закрепил освобождение женщины от терема.

#### Российская империя
Женщины стали играть видную роль во всех дворцовых интригах и заговорах, которыми так богат русский XVIII век. Этот же век был веком крайней нравственной распущенности во всех слоях русского общества. Падение нравов многие стали, с лёгкой руки князя Щербатова, объяснять реформой Петра; но на самом деле тогда только вышли наружу факты о делах, которые раньше совершались за неприступной стеной терема. Новая точка зрения на женщину всего лучше выразилась в «Завещании» Татищева, которое справедливо называют «Домостроем XVIII века». «Помни, — писал он сыну, — что жена тебе не раба, но товарищ, помощница». Впрочем, он делает оговорку: «храниться надлежит, чтобы у жены не быть под властью».
Устное творчество
В древнерусской письменности нет литературных памятников, оставленных женщинами; но в народном песенном творчестве, особенно в создании женских песен (свадебные и другие), женщины принимали большое, никогда не прекращавшееся участие.
От первой половины XVII века до нас дошло имя Марии Чурай, которая складывала малорусские песни; между прочим, ей приписывают, хотя и без определённых оснований, песни: «Виют витры, виют буйны» и «Ой, не ходи, Грицю, на вечерници». В первой половине XVIII века крестьянка Кузнецова-Горбунова (впоследствии графиня Шереметева) сложила известную песню: «Вечор поздно из лесочку я коров домой гнала».
Гильфердинг наряду со сказителями былин встречал и сказительниц; Елпидифор Васильевич Барсов ознакомил литературный мир с любопытным типом вопленницы. Если «сказительницы» перепевают только старые песни, то «вопленницы» являются создательницами новых песен, в стародавней форме народной поэзии, но применительно к новым обстоятельствам жизни (рекрутские песни). В конце 1880-х годов исследователи встречали импровизаторшу народных песен в Смоленской губернии.
Что касается письменной литературы, то допетровская женщина не участвовала в ней по отсутствию образования. В XVI веке даже такая выдающаяся женщина, как Иулиания Лазаревская, была безграмотна и основания веры и нравственно-христианских подвигов восприняла устным путём.
В конце XVI и в начале XVII вв. книжной женщиной является дочь Бориса Годунова, злополучная Ксения, а в XVII в. — сестра Алексея Михайловича, Татьяна Михайловна, затем дочери его, особенно царевны Софья и Татьяна, в терем которых имели доступ и Симеон Полоцкий, знакомый с польской образованностью, и Сильвестр Медведев, знаток византийской литературы; царевне Наталье приписывают несколько театральных пьес.
Письменное творчество
Действительное участие женщин в русской литературе впервые выразилось в полународных-полукнижных стихотворениях и песнях царевны Елизаветы Петровны, впоследствии императрицы.
Около 1740 года Бобрищева-Пушкина, в замужестве княгиня Голицына, переводила на русский язык театральные пьесы для домашнего театра в Ярославле. Ко времени царствования Елизаветы Петровны относится появление Сумароковой-Княжниной (1746—1797), Херасковой и Ржевской, начавших свою литературную деятельность в 1759 и 1760 гг.
Расцвет литературной деятельности русских женщин XVIII в. относится к царствованию Екатерины II, когда число их возросло до 70. Почти все они принадлежали к высшему обществу. Выступление их на литературное поприще совершалось довольно робко, кое-где они встречали поощрение, но большей частью, даже среди выдающихся людей того времени (Державин, Майков) — одно лишь ироническое отношение. Одна из первых русских писательниц Екатерина Княжнина считала необходимым говорить о своих чувствах не иначе как от лица мужчины (аналогичное явление замечалось и в немецкой литературе того времени). Одни из писательниц XVIII века примыкали к Хераскову: (Ржевская, Александра Хвостова, княжны Екатерина Урусова, Варвара Трубецкая), другие — к Новикову: (Сушкова, Е. И. Титова, Свиньина).
Екатерина II и Дашкова участвовали в сатирических журналах. В 1790-х годах большая часть писательниц (сёстры Магницкие, княжна Щербатова) находились в сношениях с издателями московских журналов — Подшиваловым, Сохацким и Карамзиным. Карамзин, в своём «Московском журнале», всячески поощрял литературную деятельность женщин как облагораживающую нравы, содействующую распространению образованности, вежливости, утончённости вкусов.
Традиции Карамзина по отношению к женщинам-литераторам продолжали издатели журналов, предназначенных специально для женщин, — Макаров в «Московском Меркурии» (1805), Остолопов в «Любителе словесности», «Журнале для милых» (Москва, 1804), позднее князь Шаликов в «Аглае» (М., 1808) и «Дамском журнале» (1823—1833). В первой четверти XIX столетия достаточно было появиться под литературным произведением женской подписи, чтобы все рецензенты сочли своим долгом отнестись к нему с галантной снисходительностью. Только Полевой относился серьёзнее к женщинам, как к писательницам, так и к читательницам.
Литературные салоны
Литературные салоны появились, в начале XIX века, в Рязани — у княгини Е. А. Волконской, в Петербурге — у А. П. Хвостовой, где великосветские авторы в 1806 году читали свои сочинения. В 1820-х годах было в Петербурге несколько литературных салонов (например, у С. Д. Пономарёвой); позднее в Москве славился салон Елагиной.
Женское образование
Много занимались журналы в начале XIX столетия вопросом о женском образовании, в котором, впрочем, выдвигали исключительно эстетическую сторону. Московский университет, устраивая публичные лекции, приглашал на них как любителей, так и любительниц. В 1823 году было даже 10 дам, из общего числа 30 слушателей, на лекциях академика Шерера, который читал на немецком языке курсы «физико-химический и минералогический», а «физико-химический, с технологическим применением» — на русском; эти лекции были платные — по 100 рублей за полный курс. Но в общем образование женщин было тогда невысокое; учёных женщин и совсем не было (А. А. Турчанинова, занимавшаяся математикой, знавшая языки латинский и греческий, представляла тогда диковинку).
Образование женщин носило характер французско-салонный. Знание русского языка и русской литературы получают распространение среди женщин лишь с появлением Пушкина и Грибоедова.
Беллетристки и учёные
В 1830—1850-х годах выступили на поприще беллетристики весьма даровитые писательницы (Е. А. Ган, Ю. В. Жадовская, графиня Растопчина, Марко Вовчок, Хвощинская-Зайончковская, графиня Сальяс-Турнемир и другие). Позже в других областях литературы и науки заявили себя Брюллова, Конради, Цебрикова, Белозерская, Евреинова, Ефименко, Лихачёва, Щепкина и другие, особенно же Ковалевская, первая женщина-профессор в России. Всего к началу XX века, положившему начало окончательной эмансипации женщин, в русской литературе насчитывалось около 1300 писательниц; из них 73 писали исключительно на иностранных языках.

## Отношение к женщинам в религиях

### Христианство
В христианстве в Первом послании коринфянам апостола Павла предписано молчание женщин в церкви и обосновано повелением подчинения в ветхозаветнем законе(1Кор. 14:34). Традиционно комментаторы это относят к подчинению жены мужу. Однако, у текста существуют разные толкования. К примеру, Жан Кальвин на основе этого текста выступал против любого управления женщин в обществе. В современном христианстве, помимо традиционной трактовки, часть комментаторов рассматривают этот текст как относительное установление, связанное с обычаями того времени, а не как универсальное правило.
О повиновении жены мужу также говорится в Посланиях Ефесянам (Еф. 5:22—33), где муж называется главой жены, и Колосянам (Кол. 3:18, 19) (авторство апостола Павла этих книг оспаривается многими исследователями). Вместе с этим указано, что мужья должны любить своих жен, уподобляясь Иисусу Христу. В традиционных трактовках отцы церкви подчеркивали, что жена не является рабыней. Так, Иоанн Златоуст указывал, что мужья должны расположить жен любовью и самопожертвованием. Современные комментаторы расходятся в отношении этих текстов. Некоторые консервативные протестантские авторы используют их для осуждения современных концепций эгалитаризма и феминизма, так как, по их мнению, Бог установил социальную иерархию. Ряд комментаторов пересматривают толкования. Так, папа римский Иоанн Павел II рассматривал этот текст как изложенный в соответствии культуре времени жизни автора, но смысл текста, по его учению, состоит в том, что любовь требует взаимного подчинения мужа и жены.
В Послании Галатам содержится утверждение о том, что в церкви «нет уже иудея, ни язычника; нет раба, ни свободного; нет мужеского пола, ни женского» (Гал. 3:28). Традиционное понимание этих слов связывается с равенством всех людей, в том числе разных полов, перед Богом. По мнению комментаторов, положение женщин в христианстве меняется в лучшую сторону в сравнении с дохристианским миром и иудаизмом. Некоторые современные авторы называют эти слова апостола Павла «великой хартией христианского феминизма». Вместе с тем, по мнению более консервативных комментаторов, равенство перед Богом не стирает различий в обществе, церкви и семье, и мужчинам должно принадлежать первенство в семейной и церковной жизни.
В Ветхом Завете усматривается высокое значение матери и глубокое уважение к ней. Почтение детей к матери должно быть не меньше, чем почтение к отцу, непочтение к матери иногда сопровождалось даже особенно тяжкими последствиями. Известна также немаловажная роль женщин в распространении христианства. Многие женщины почитаются как святые в Православной и Католической церквях. Четыре святые женщины в католичестве (Екатерина Сиенская, Тереза Авильская, Тереза из Лизье, Хильдегарда Бингенская) в современное время были провозглашены Учителями Церкви. Традиционно женщина не может быть рукоположена в сан священника, однако в настоящее время это правило во многих протестантских церквях пересмотрено.

### Ислам
Шариат предусматривает значительные различия ролей мужчины и женщины в области прав и обязанностей. В арабском мире женщина должна слушаться мужа и имеет меньше прав, чем мужчина. Иногда её статус опускается практически до положения раба[уточнить]. Женщина находится на попечении мужа, а в случае развода ей достаётся махр.
Существует движение за уравнение мусульман и мусульманок в правах — исламский феминизм.

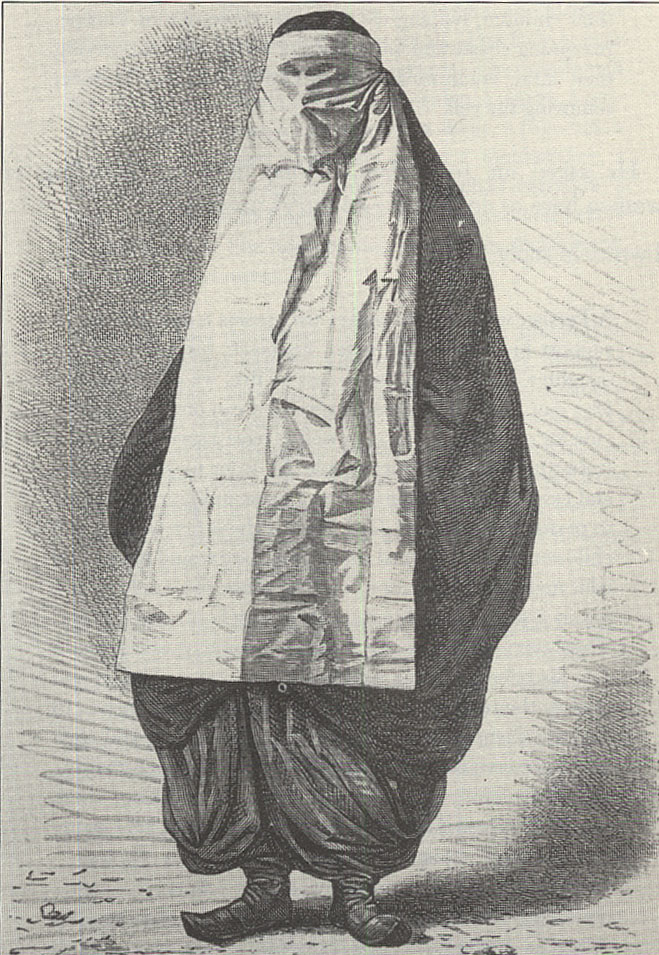
Мусульманка в парандже (французская гравюра 1881/1882)
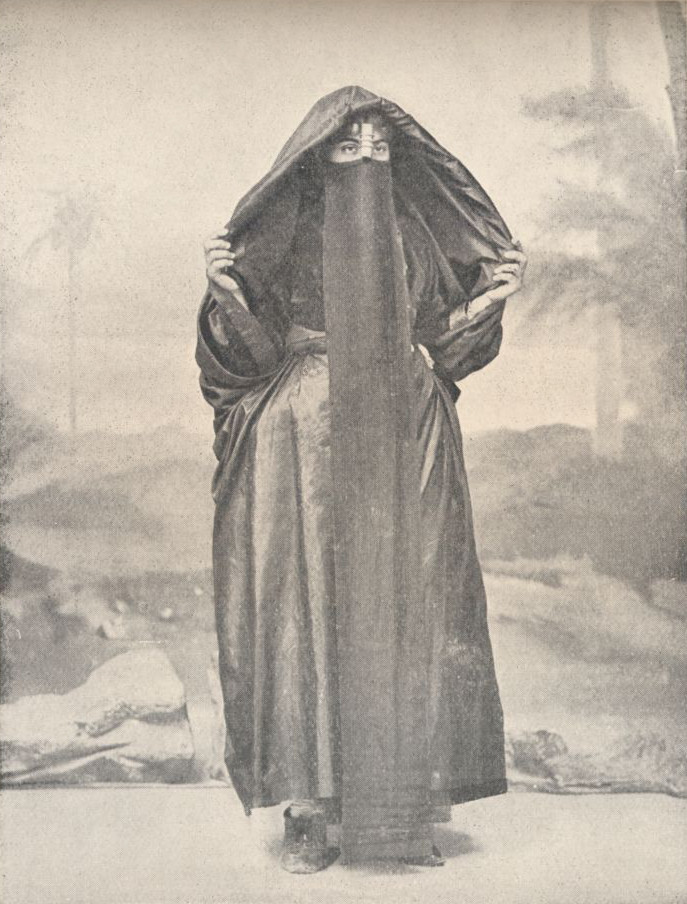
Коптская христианка, 1918
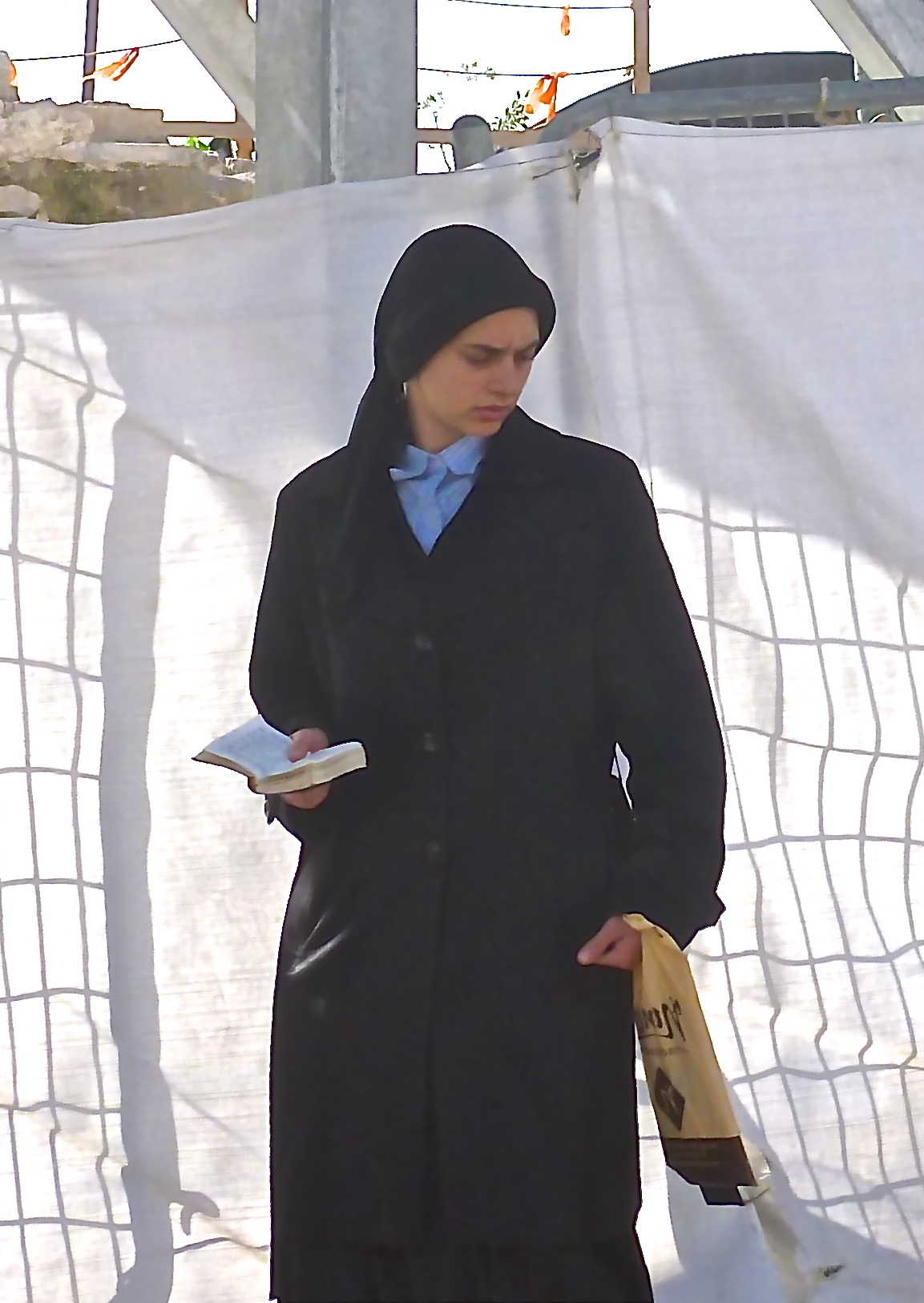
Ортодоксальная иудейка, 2013
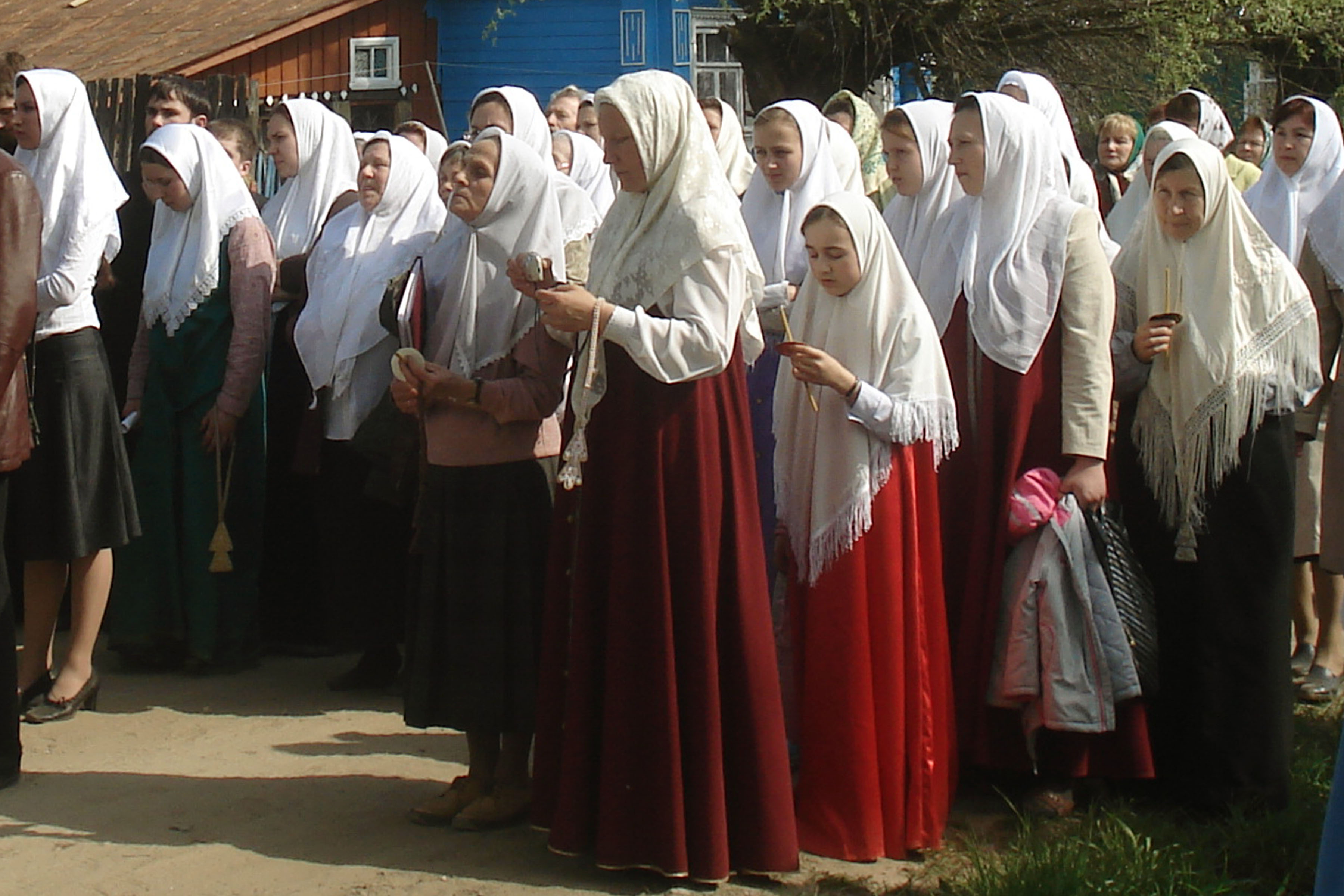
Старообрядки, 2008

## Дискриминация женщин
Исторически женщины были, а в некоторых странах остаются ущемлены в гражданских правах по сравнению с мужчинами — например, лишены избирательных прав. Почти во всём мире женщины непропорционально представлены в органах власти. Например, в США женщин больше мужчин, однако в конгрессе 109-го созыва женщин было лишь 82 человека, в частности женщины-сенаторы — 14 человек (14 % от общего количества), а среди членов палаты представителей женщины составляли 68 человек (15,6 %). Хотя в течение двух столетий проводились реформы по улучшению прав женщин, процент участия женщин в парламентах мира до сих пор мал по сравнению с мужчинами. Более того, если в Руанде и в Южной Африке приняли квоты для улучшения степени участия женщин в парламентах, то, после распада СССР, эти квотовые системы были аннулированы в постсоветских странах, что привело к низким показателям женского представительства в этом регионе по сравнению с европейской.
Существует также трудовая дискриминация женщин. Она может выражаться в вертикальной сегрегации (так называемый «стеклянный потолок», когда женщинам создают препятствия для карьерного роста), горизонтальной сегрегации (формальное или неформальное лишение доступа к определённым высокооплачиваемым профессиям и профессиональным сферам), более низкой оплате труда женщин по сравнению с мужчинами. Сегодня гендерный разрыв в заработной плате присутствует на рынках труда во всех странах, и в среднем по всему миру женщины зарабатывают на 24 % меньше, чем мужчины. Однако в пересчёте на оплату равного труда, а не среднюю зарплату различие в заработке существенно снижается и составляет 15-18 %.
На 2013 год две трети из 774 миллионов неграмотных взрослых во всём мире составляли женщины. Большинство детей и подростков, которые не посещали школу — девочки.

## Образ женщины в искусстве

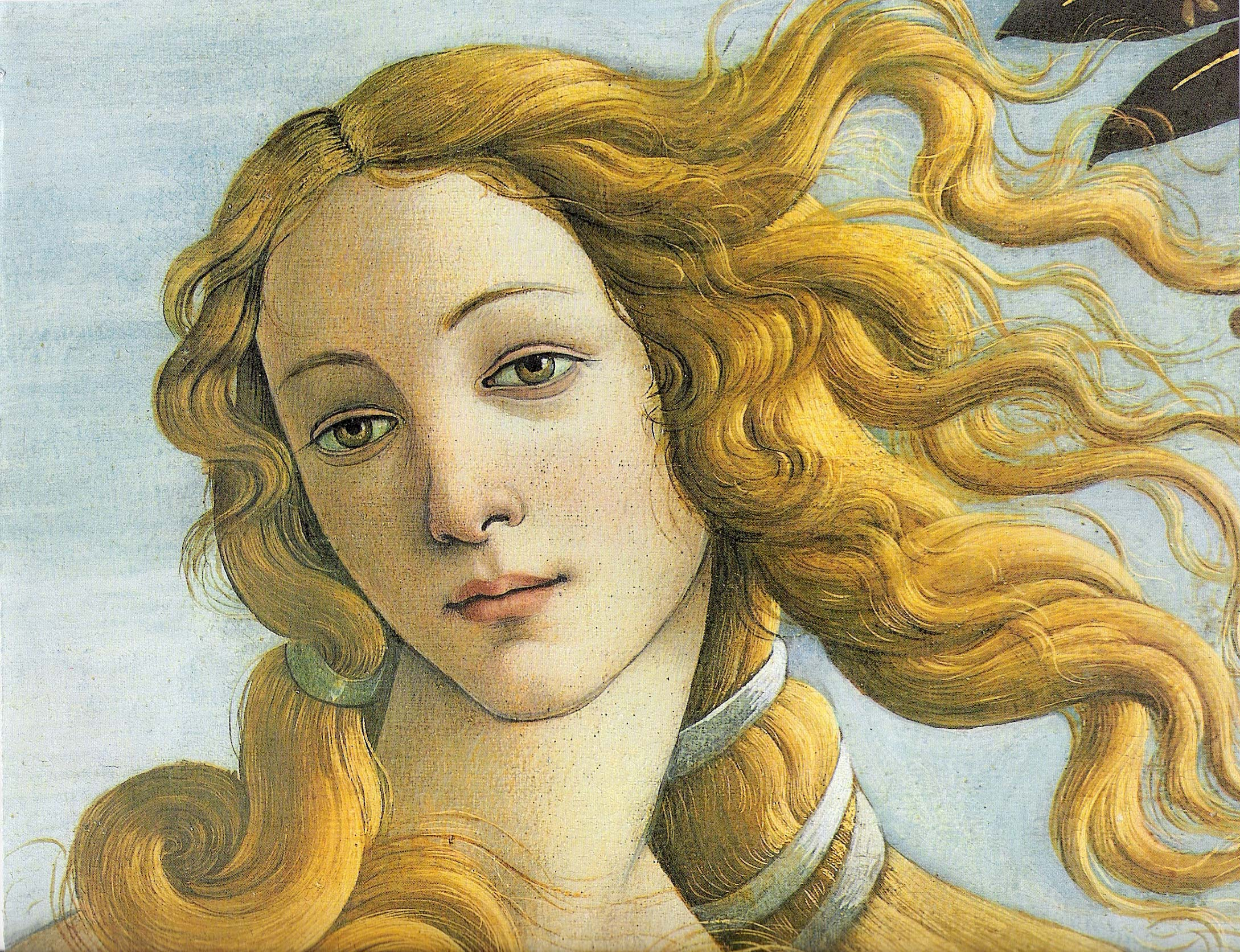
Венера, классический образ юной красавицы в западном искусстве

Во все времена женщина выступала как в качестве источника вдохновения, так и в роли объекта для запечатления в изобразительных искусствах. Некоторые всемирно известные произведения искусства, изображающие женщину и/или посвящённые женщине:
| Живопись     | «Мона Лиза» Леонардо да Винчи, «Рождение Венеры» Сандро Боттичелли |
| Кинематограф | «И Бог создал женщину» Роже Вадима                                 |
| Литература   | «Укрощение строптивой» Уильяма Шекспира                            |
| Музыка       | «Лунная соната» и «К Элизе» Людвига ван Бетховена                  |
| Скульптура   | «Венера Милосская» Агесандра из Антиохии                           |

## Праздники
Дни почитания женщины существовали ещё в Древнем Риме, женщины получали в этот день от своих мужей подарки и были окружены вниманием и заботой.
В современном мире также существуют праздники, так или иначе связанные с женщиной, большинство из них были предложены Организацией Объединённых Наций, но некоторые праздники, как, например, Международный женский день, возникли в результате борьбы за права женщин или посвящены защите прав женщины.
Существуют следующие женские праздники:
- Международный женский день (8 марта)
- День матери (каждое второе воскресенье мая)
- Международный день сельских женщин (15 октября)
- Международный день борьбы за ликвидацию насилия в отношении женщин (25 ноября)
- Неделя святых Жен-Мироносиц — в Православии (третья неделя после Пасхи)
- Память святых Веры, Надежды, Любови и матери их Софии — женский праздник в русском православии, «всесветные бабьи именины» (30 сентября)[78]